# Strumigenys trada
}}
Strumigenys trada là một loài kiến. Nó được phát hiện và mô tả bởi Lin, C. C. & Wu, W. J. vào năm 1996.
Đây là loài chỉ có duy nhất tại Đài Loan. Nó rất giống với loài Strumigenys godeffroyi nhưng có kích thước và con mắt nhỏ hơn.